# Лікар Ковальчук
«Лікар Ковальчук» або «Лікарка Ковальчук» — український мелодраматичний медичний телесеріал, знятий компанією «Три-Я-Да Продакшн», з Анастасією Карпенко та Сергієм Дерев'янком у головних ролях.
Прем'єра першого сезону телесеріалу відбулась 30 жовтня 2017 року на ТРК Україна. Перший сезон транслювався до 29 грудня 2017 року. Показ другого сезону розпочався 1 жовтня 2018 року на телеканалі ТРК Україна та завершився 30 листопада 2018 року. Лікар Ковальчук є першим вітчизняним україномовним телесеріалом, який вийшов в етер у праймтайм. Показ третього сезону відбулася 3 березня 2025 року на телеканалі СТБ.

## Синопсис
Оксана Ковальчук (Анастасія Карпенко), успішний кардіохірург приватної клініки, після того, як через халатність лікарів помер її батько, розробляє проєкт реформування приймального відділення лікарні. Після схвалення проєкту міськими чиновниками Оксана Ковальчук залишає практику в приватній клініці та кличе з собою колишніх однокурсників: Назара Бульбу (Борислав Борисенко) та колишнього чоловіка, лікаря-невролога Бориса Зуєва (Олександр Форманчук), який налаштований повернути колишню дружину. У приймальне відділення Лікарні № 13 також потрапляє талановитий хірург Максим Закревський (Сергій Дерев'янко), перше кохання Оксани. Він прийшов «пересидіти» деякий час у відділенні, поки не вщухне скандал після  невдало проведеної ним операції, у результаті якої пацієнт залишився паралізованим.

## У ролях
Головні
- Анастасія Карпенко — Оксана Ковальчук
- Сергій Дерев'янко — Максим Закревський[6]
- Олександр Форманчук — Борис Зуєв, невролог, колишній чоловік Оксани
- Володимир Канівець — Антон Горобець, наречений Оксани

Повторювані
- Борислав Борисенко — Назар Бульба, травматолог
- Світлана Прус — Інга
- Ніна Набока — баба Галя
- Вільгельміна Меттель — Тамара
- Вероніка Братусина — Женя
- Дарія Козак — Валентина
- Марія Смолякова — Олена
- Артем Позняк — Вадим Бондар, головний лікар
- Дарія Трегубова — Вікторія Кравець, заступниця голового лікаря
- Євген Синчуков — Ігор Коломоєць, лікар швидкої допомоги
- Макар Тихомиров — Олександр Дудник, травматолог
- Дмитро Вівчарюк — Степан
- Євген Малуха — Косирєв
- Людмила Ардельян — Ганна Григорівна, невролог
- Сергій Сафрончик — Юркевич, гінеколог
- Єлизавета Зайцева — Соня
- Юлія Мухригіна — Таня
- Василь Мазур — Кузьменко, головний лікар
- Карина Шереверова — Мар'яна
- Роман Вискребенцев — Платон
- Марина Кошкіна — Стефа
- Тетяна Лавська — Тася
- Олексій Хільський — Ігор
- Олексій Цуркан — слідчий
- Ольга Сафронова — медсестра Оля

Епізодичні
- Геннадій Попенко  — Юрій Михайлюк, замміністра охорони здоров'я
- Наталя Морозова-Шимада — вихователька дитбудинку
- Володимир Захаренков — Діма, фельдшер швидкої
- Вікторія Зубрейчук — скандальна дружина пацієнта
- Катерина Козлова — Ліза, дочка Закревського
- Єлизавета Олійник — Майя, директорка агентства
- Ганна Петраш — Катерина
- Катерина Гулякова — Лариса
- Олександра Польгуй — Віка
- Руслан Коваль — Дмитро
- Ганна Васильєва — Жанна
- Роман Лук'янов — Федір
- Андрій Макарченко — Павло Яремчук
- Олександр Божко — Гліб
- Анастасія Олександрук — Ольга
- Наталка Щука — волонтер
- Станіслава Красовська —
- Андрій Єршов — Коля
- Богдан Буйлук — Руслан
- Шорена Шонія — Зоя
- Ольга Сафронова — Оля
- Наталія Калантай — Варвара
- Ігор Петрусенко — Євген
- Анастасія Лютова — Ася
- Олександр Мартиненко — Роман
- Ярослав Ігнатенко — Микита
- Яна Коверник — Агата Стеценко
- Денис Шевченко — анестезіолог
- Олег Венгер — Павло
- Надія Левченко — Вероніка
- Володимир Захарченко — Кирило
- Ольга Пасічник — Ліля
- Георгій Лещенко — Денис
- Ангеліна Симонова — Аліса
- Ангеліна Трандафілова — аферистка
- Христина Мельниченко — Марійка
- Вероніка Лук'яненко — Дарина
- Сергій Асовський — виконроб
- Тетяна Ігнашкіна — скандалістка
- Володимир Гончаров — Марк
- Віталій Сербін — адвокат
- Максим Боряк — Данило
- Станіслав Мельник — Платон
- Ніна Ніколаєва — Поліна
- Марія Моторна — Аліса
- Назар Борушок — Стас
- Олеся Голуб — Галя
- Роман Шепель
- Сталіна Лагошняк
- Лесь Задніпровський
- Дарія Єгоркіна
- Лариса Руснак
- Ірина Кудашова
- Анастасія Баша
- Назар Майборода
- Дмитро Ступка
- Тетяна Гайдук
- Ігор Лисюк
- Ірина Костирко
- Данило Каменський
- Василь Чорношкур
- Петро Бойко
- Марія Самойленко
- Лорена Колибабчук
- Марія Бруні
- Інна Пюро
- Сергій Арнаутов
- Алла Титаренко
- Катерина Бортнічук
- Ганна Гринчак
- Тарас Валігура
- Максим Рижевол
- Наталя Шафета
- Михайло Мерзлікін
- Любомир Валівоць
- Кирило Майкут
- Сергій Петько
- Станіслав Скакун
- Ганна Грець
- Орест Пасічник
- Василь Шепель
- Ярослав Шахторін
- Ігор Матвіїв
- Валентина Журбенко
- Ярина Гордієнко
- Василь Василик
- Павло Левицький
- Тетяна Блащук
- Сергій Кучера
- Анжеліка Ешбаєва
- Ярослав Гаркуша
- Марта Коссаковська
- Павло Алдошин
- Марія Кочур
- Володимир Ліліцький
- Юрій Шамлюк
- Тетяна Круліковська
- Анастасія Сегеда
- Денис Драчевський
- Олександра Дудовська
- Дарина Панасенко
- Кирило Карпук

## Виробництво
11 квітня 2017 року розпочалось виробництвом телесеріалу, на замовлення каналу «Україна», кінокомпанією «Три-Я-Да Продакшн». Фільмували серіал у Києві в спеціально зведених павільйонах. Кожнен епізод телесеріалу – це окрема історія з життя пацієнтів приймального відділення, в якому працюють головні герої.
У лютому 2018 року кінокомпанія «Три-Я-Да Продакшн» почав фільмувати другий сезон телесеріалу, на замовлення каналу «Україна». Другий сезон також фільмували у Києві.

## Сезони
| Сезон | Сезон | Епізоди | Оригінальні покази | Оригінальні покази |
| Сезон | Сезон | Епізоди | Прем'єра           | Фінал              |
| ----- | ----- | ------- | ------------------ | ------------------ |
|       | 1     | 45      | 30 жовтня 2017     | 29 грудня 2017     |
|       | 2     | 45      | 1 жовтня 2018      | 30 листопада 2018  |
|       | 3     | 24      | 3 березня 2025     | 20 березня 2025    |